# 전제 (논리학)
논리학에서 전제(前提, 영어: premise)란 새로운 결론을 이끌어낼 근거가 되는 이미 주어진 판단을 의미한다. 전제조건이라고도 한다. 논증은 일련의 전제와 결론으로 구성된다.
논증은 전제가 모두 참일 때만 결론에 의미가 있다. 하나 이상의 전제가 거짓인 경우 논증은 결론이 참인지 거짓인지에 대해 아무 것도 말하지 않는다. 예를 들어, 잘못된 전제 자체는 논증의 결론을 거부하는 것을 정당화하지 않는다. 다르게 가정하는 것은 전건 부정을 하는 논리적 오류이다. 명제가 거짓이라는 것을 증명하는 한 가지 방법은 그 명제를 부정 (논리학)하는 결론으로 건전한 논증을 공식화하는 것이다.
논증은 건전하고 그 결론은 논증이 타당하고 전제가 참인 경우에만 논리적으로 따른다(참).
논증은 전제가 모두 참일 때마다 결론도 반드시 참이어야 하는 경우에만 타당하다. 전제가 모두 참이지만 결론이 거짓인 논리적 해석이 존재하면 그 논증은 유효하지 않다.
논증의 질을 평가하는 핵심은 논증이 타당하고 건전한지 판단하는 것이다. 즉, 전제가 참인지, 그 참이 필연적으로 참 결론을 가져오는지 여부이다.

## 같이 보기
- 삼단논법